# Pilot 773 SE
Pilot 773 SE är en svensk lotsbåt som byggdes 1990 som Tjb 773 av AB Holms Skeppsvarv, Råå, Helsingborg för Sjöfartsverket i Norrköping. Tjb 773 stationerades vid Svartklubbens lotsplats, Singö, Norrtälje. År 2005 döptes båten om till Pilot 773 SE.